# دیوید هالیدی (فیزیکدان)
دیوید هالیدی (به انگلیسی: David Halliday) ‏ (۱۹۱۶-۲۰۱۰) فیزیک‌دان اهل ایالات متحده آمریکا بود.
هالیدی در سال ۱۹۴۱ دکتری خود را در رشته فیزیک از دانشگاه پیتسبورگ دریافت کرد و در همان‌جا به تدریس پرداخت. کتاب معروف او با رابرت رزنیک با نام مبانی فیزیک تاکنون بارها تجدید چاپ شده و به بسیاری از زبان‌های دنیا ترجمه‌شده‌است.
انجمن مدرسین فیزیک آمریکا به افتخار هالیدی و رزنیک جایزه سالیانه تدریس برتر خود را بنام آنان کرده است.